# نوشیدنی طولانی

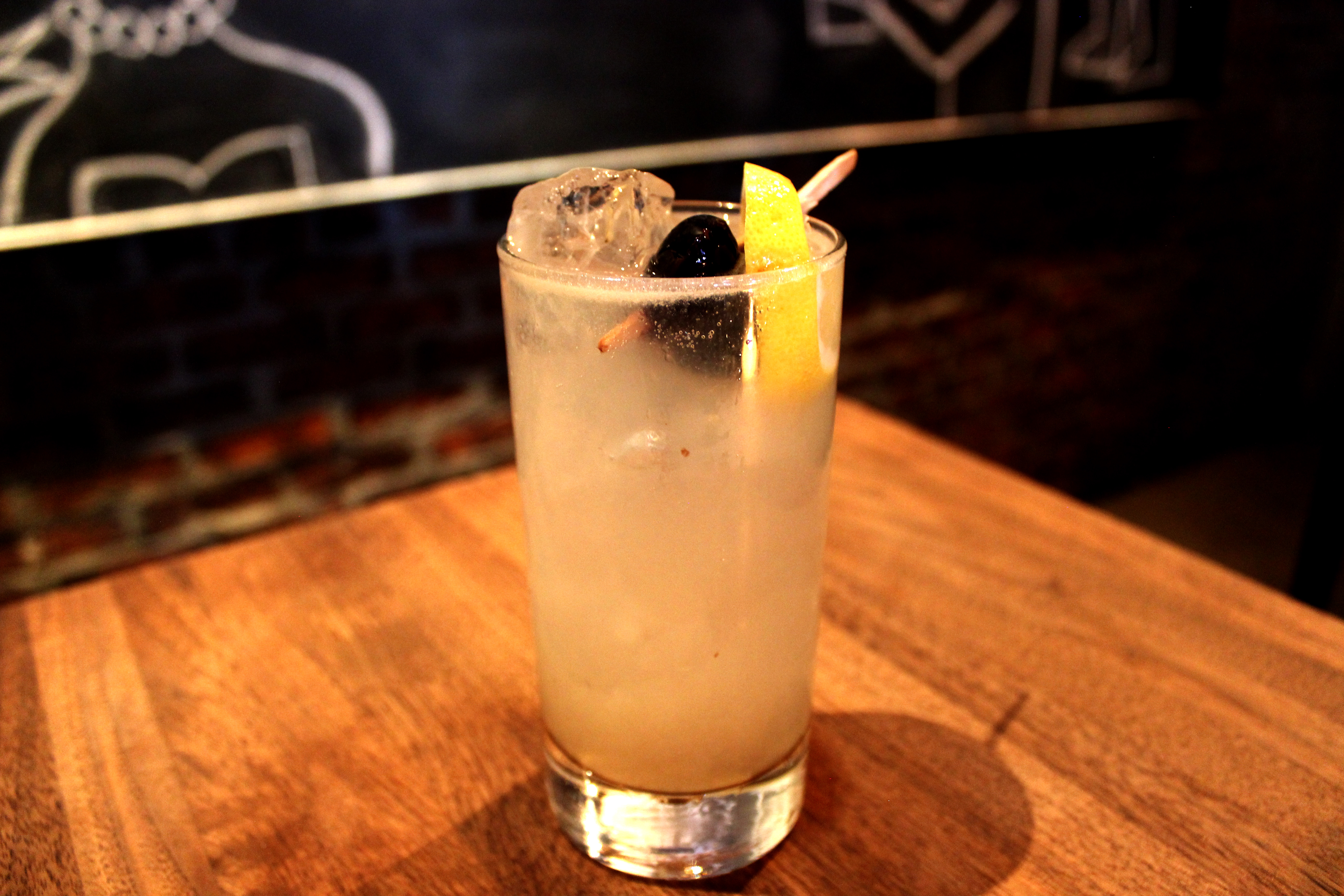
یک نوشیدنی طولانی کلاسیک، تام کالینز

نوشیدنی طولانی یا نوشیدنی بلند یک نوشیدنی مخلوط الکلی با حجم نسبتاً زیاد است ( >۱۲۰ میلی‌لیتر) اغلب ۱۶۰ - ۴۰۰ میلی‌لیتر. نوشیدنی‌های کوتاه معمولاً قویتر هستند زیرا هر دو نوع آن حاوی مقدار یکسانی الکل هستند؛ بنابراین نوشیدنی‌های طولانی به‌طور کلی رقیق‌تر از نوشیدنی‌های کوتاه هستند.
یک نمونه نوشیدنی طولانی کلاسیک Tom Collins است. یک کوکتل متشکل از یک مشروبات الکلی و یک مخلوط کن (به غیر از تزیین یا یخ). و دارای الکل جین است.

## نوشیدنی طولانی فنلاندی
در فنلاند، نوشیدنی طولانی (به زبان فنلاندی لونکرو) به نوشیدنی مخلوط ساخته شده از جین و به‌طور معمول نوشابه گریپ فروت اشاره دارد، اگرچه سایر طعم‌های نوشیدنی طولانی شامل کرن بری و آهک است. در فنلاند، این نوشیدنی طولانی به‌طور همه جا در فروشگاه‌ها و رستوران‌ها، معمولاً به صورت پیش نویس در دسترس است.